# Edificio Cobb (Seattle)
El edificio Cobb es un edificio de once pisos en Seattle, Washington. Era la tercera estructura en el área metropolitana de Seattle y el único sobreviviente de varios edificios en el área de 10 acres de su diseño que una vez bordeó ambos lados de la 4ta Avenida. El estudio de arquitectura Howells & Stokes diseñó el edificio y envió a Albert H. Albertson para supervisar su construcción entre 1909 y 1910. Los adornos esculpidos de nativos americanos en la cornisa de los pisos 9 y 10 se atribuyen a Victor G. Schneider. El edificio Cobb, un ejemplo temprano de un centro de consultorios médicos de gran altura, más tarde se convirtió en un espacio de oficinas comerciales y recientemente fue renovado para convertirlo en apartamentos.  